# Ålderstyrman
Ålderstyrman var en titel under 1600-talet som användes för den med högsta befälet för svenska örlogsflottans lotsning. Denne hade även ansvar att utbilda lotsarna. Synonymer till ålderstyrman är lotschef eller lotsinspektör. Kända ålderstyrmän inkluderar Johan Månsson och Fredrik Herman Höijer.